# Ante Delmin Matić
Ante Delmin Matić (Borčane, Tomislavgrad, 1954.) hrvatski pjesnik iz BiH

## Životopis
Rođen u Borčanima, Tomislavgrad 1954. godine, diplomirao na Pravnom fakultetu u Splitu 1977. godine, živi i radi u Zagrebu, osim poezije piše prozu i stručne članke iz oblasti državne uprave, prekršajnog prava i sigurnosti prometa na cestama. Za poeziju nagrađivan na Duvanjskim danima kulture. Sudjelovao na pjesničkim manifestacijama: Duvanjski dani kulture, Šimićevi susreti, Goranovo proljeće, Trebinjske večeri poezije, Književne omladine BiH ...Objavljivao poeziju u književnim i sličnim publikacijama kao što su: "Odjek", "Oko", "Naša ognjišta", "Zatvorenik", "Tomislav", "Dvoje", "Halo92", "Ozon", "Nasciturus", "Pro et contra" i slično.

## Nepotpun popis djela
- "Gastronom ljubavi", K. Krešimir, Zagreb, 1995., ISBN 953-6264-14-5
- "Misliti ljubav", vlastita naklada 1997. godine, ISBN 953-6661-00-4
- Zakon o sigurnosti prometa na cestama, Novi informator 2010. g,ISBN 978-953-7327-83-5;
- Prekršajni zakon, Novi informator, ISBN, 978-953-7327-38-5.